# Stefan Wolf (Manager)
Stefan Wolf (* 12. September 1961 in Oberndorf am Neckar) ist ein deutscher Lobbyist und Manager. Er war von 2006 bis 2023 Vorsitzender des Vorstands der ElringKlinger AG in Dettingen an der Erms. Er ist seit dem 26. November 2020 Präsident des Gesamtverbands der Arbeitgeberverbände der Metall- und Elektro-Industrie.

## Beruflicher Werdegang
Wolf absolvierte von 1982 bis 1984 eine Banklehre in der Stuttgarter Filiale der Commerzbank AG. Von 1984 bis 1993 studierte er Rechtswissenschaft an der Eberhard Karls Universität Tübingen. Er schloss das Studium mit dem zweiten juristisches Staatsexamen ab. 1994 wurde er am Lehrstuhl von Thomas Oppermann zum Dr. jur. promoviert. Er war von 1994 bis 1997 als Rechtsanwalt bei der Kanzlei Thümmel, Schütze & Partner beschäftigt. Im Jahr 1997 trat er als Syndikusanwalt in die ElringKlinger GmbH ein. Von 1998 bis 2000 war er Bereichsleiter Recht und Personal bei der ElringKlinger GmbH. Mit dem Börsengang der ElringKlinger AG im Jahr 2000 übernahm Stefan Wolf zusätzlich die Leitung der Abteilung Investor Relations und Kapitalmarktbetreuung. 2004 wurde er zum Generalbevollmächtigten des Vorstands der ElringKlinger AG berufen und 2005 zum Sprecher des Vorstands ernannt. Ab 2006 war Wolf Vorsitzender des Vorstands. Dieses Amt hatte er bis zum 30. Juni 2023 inne. Seit dem 1. April 2024 ist er als Berater bei der Horváth-Gruppe tätig.

## Lobbytätigkeit
Wolf war von 2012 bis 2020 Vorsitzender von Südwestmetall. Er ist Mitglied im Vorstand des VDA und Vizepräsident der Bundesvereinigung der Deutschen Arbeitgeberverbände.
Seit dem 26. November 2020 ist er Präsident von Gesamtmetall.

### Aktionen und Positionen
Nachdem die von Gesamtmetall finanzierte Lobbyorganisation Initiative Neue Soziale Marktwirtschaft im Bundestagswahlkampf 2021 eine Anzeigenkampagne gegen die Grünen gefahren hatte, legte Wolf mit Aussagen wie „Das Grünen-Wahlprogramm ist Sozialismus pur“ und „Ein großer Teil der Grünen ist sozialistisch geprägt“ nach. Klimaschutz bezeichnete er als „ein Thema, das en vogue“ sei; auch SPD und Union bescheinigte er „einen gewissen Opportunismus“, da die damalige Bundesregierung den Klimaschutz verschärft hatte.
Im März 2025 stellte er während der Koalitionsverhandlungen zwischen Union und SPD das Datum 2038 für den Kohleausstieg als „nicht zu halten“ infrage. Das Ziel der Klimaneutralität 2045 im Grundgesetz zu erwähnen hielt er für „einen Riesenfehler“. Zu den 100 Milliarden Euro für den Klimaschutz in einem Sondervermögen sagte er, dies „hätte ich nicht gemacht“. Die vorherige Ampelregierung habe „oftmals nicht mehr auf die soziale Marktwirtschaft, sondern mehr auf die Planwirtschaft gesetzt“; laut Wolf sei es positiv gewesen, dass die Koalition die Schuldenbremse einhielt.

### Rezeption
Albrecht von Lucke kommentierte 2021, dass Wolf mit seiner Dämonisierung der Grünen ein schlichtes Freiheitsbild propagiere; der „Sozialismus-Vorwurf“ sei „anti-aufklärerisch und hoch demagogisch“. Wolf unterschlage ferner, „dass speziell die Automobilindustrie es über Jahrzehnte nicht geschafft hat, auf dem Weg der bloß postulierten Selbstverpflichtung die erforderlichen ökologischen Innovationen hervorzubringen, sondern im Gegenteil mit allen, auch illegalen Mitteln an der veralteten Diesel-Technologie festhielt“.

## Weitere Tätigkeiten
- Vizepräsident der IHK Reutlingen/Tübingen/Zollernalb
- Vorsitzender des Aufsichtsrats der Dualen Hochschule Baden-Württemberg (DHBW)
- Vorsitzender des Landeskuratoriums BW des Stifterverbands für die Deutsche Wissenschaft
- Seit 2024 gewähltes Mitglied für die CDU des Gemeinderats von Bad Urach[11]

## Strafverfahren
Die Staatsanwaltschaft Tübingen ermittelt seit November 2022 gegen Wolf wegen Vorenthaltens und Veruntreuens von Arbeitsentgelt. Wolf soll seine Haushälterin jahrelang schwarz an Steuer und Sozialkassen vorbei beschäftigt haben. Im Juli 2025 erging ein Strafbefehl des AG Bad Urach gegen Wolf, gegen den er Einspruch einlegte.

## Privates
Stefan Wolf ist der Sohn von Günther Wolf (1926–2016), der beim Schwarzwälder Boten ab 1971 Ressortleiter Politik und von 1987 bis 1991 stellvertretender Chefredakteur war sowie von 1964 bis 1999 für die Freien Wähler dem Gemeinderat von Oberndorf angehörte.
Wolf ist seit dem 24. Juni 2023 mit dem Musicaldarsteller Kevin Tarte verheiratet. Zuvor war er 33 Jahre mit einer Frau verheiratet. Er hat ein Kind.

## Ehrung
- Wirtschaftsmedaille des Landes Baden-Württemberg (2022)[19]